# Arno Ehret
Arno Ehret, nemški rokometaš, * 11. december 1953, Lahr.
Leta 1976 je na poletnih olimpijskih igrah v Montrealu v sestavi nemške rokometne reprezentance osvojil četrto mesto.